# Clinical Document Architecture
Il Clinical Document Architecture (CDA) è uno standard di markup basato sull'XML pensato per lo scambio informatico di documenti clinici. Il CDA è uno standard certificato dall'ANSI ed è realizzato dall'organizzazione non a scopo di lucro Health Level 7. La versione 1.0 è stata pubblicata nel novembre 2000, la 2.0 nel 2005.
Il CDA specifica la sintassi e fornisce una struttura di base per realizzare l'intera semantica di un documento clinico. Un documento CDA è in grado di contenere qualunque tipo di informazione clinica; supporta inoltre testo non strutturato e può incorporare documenti nei formati PDF, DOCX e RTF e immagini JPEG e PNG.
Lo standard CDA stabilisce che il documento deve contenere una parte testuale obbligatoria (che assicura l'intelligibilità da parte degli esseri umani) e delle parti strutturali facoltative (per il processamento via software).
La versione 2 del CDA è stata adottata come standard ISO come ISO/HL7 27932:2009.